# Florent Muslija
Florent Muslija (Achern, 6 de julio de 1998) es un futbolista alemán, nacionalizado kosovar, que juega en la demarcación de centrocampista para el Fortuna Düsseldorf de la 2. Bundesliga.

## Selección nacional
Tras jugar con la selección de fútbol sub-20 de Alemania y nacionalizarse kosovar, finalmente hizo su debut con la selección de fútbol de Kosovo el 7 de septiembre de 2019 en un partido de clasificación para la Eurocopa 2020 contra la República Checa que finalizó con un resultado de 2-1 a favor del combinado kosovar tras los goles de Vedat Muriqi y Mërgim Vojvoda para Kosovo, y de Patrik Schick para el combinado checo.

## Clubes
| Club                        | País     | Año       | Partidos | Goles |
| --------------------------- | -------- | --------- | -------- | ----- |
| Karslruher S. C.            | Alemania | 2017-2018 | 47       | 2     |
| Hannover 96                 | Alemania | 2018-2022 | 81       | 10    |
| S. C. Paderborn 07          | Alemania | 2022-2024 | 70       | 24    |
| S. C. Friburgo              | Alemania | 2024-2025 | 24       | 0     |
| S. C. Friburgo II           | Alemania | 2025      | 2        | 1     |
| Fortuna Düsseldorf (cedido) | Alemania | 2025-     |          |       |